# باشگاه فوتبال کالمار
باشگاه فوتبال کالمار (انگلیسی: Kalmar FF) یک باشگاه فوتبال حرفه‌ای است در کالمار تأسیس شده و در لیگ برتر فوتبال سوئد بازی می‌کند.